# Диллинджер, Джон
Джон Герберт Ди́ллинджер (англ. John Herbert Dillinger, 12 июня 1903 — 22 июля 1934) — американский преступник первой половины 1930-х годов, грабитель банков, враг общества номер 1 (англ. public enemy number one) по классификации ФБР. За всё время своей преступной деятельности ограбил около двух десятков банков и 4 полицейских отделения, дважды бежал из тюрьмы, а также был обвинён в убийстве полицейского в Чикаго, однако не был за это осуждён. Уголовные деяния Диллинджера и попытки его ареста активно освещались в американской прессе того времени. История Диллинджера экранизировалась и нашла отражение в романах и театральных постановках.

## Биография
Джон Диллинджер родился в городе Индианаполис, штат Индиана, в семье Джона Уилсона Диллинджера и Мэри Эллен Ланкастер. Джон был младшим из двух детей. Мать умерла, когда ему было всего три года. Отец был владельцем бакалейного магазина. В 1912 году отец вновь женился, решил продать свой магазин и переехал в маленький городок в Индиане. В возрасте 16 лет Диллинджер оставил школу и остался работать в продовольственном магазине в Индианаполисе.
Первое преступление Джон совершил ещё в 1923 году, когда угнал автомобиль для того, чтобы похвастаться перед своей девушкой. Он был быстро арестован, но сбежал и, опасаясь преследования полиции, записался в ВМФ США. Служба на флоте длилась недолго: спустя всего пять месяцев, не выдержав военной жизни, Диллинджер сбежал из армии и вернулся в родной город.
В апреле 1924 года Джон Диллинджер женился на 16-летней девушке и попытался наладить свою семейную жизнь. Не имея работы и собственного жилья, через несколько недель Джон снова вернулся к преступлениям. На этот раз его арестовали за кражу кур, но благодаря ходатайству отца дело не дошло до суда. Между тем финансовые трудности привели к сложностям в семейной жизни, и в 1929 году брак распался.
Оставаясь безработным, Диллинджер вместе со своим товарищем совершил ограбление продовольственного магазина, но на следующий же день они были арестованы. Отцу Джона удалось убедить его сотрудничать со следствием и признать себя виновным, в отличие от своего товарища, который отрицал свою вину. В результате Джон Диллинджер получил значительно более суровый приговор, чем другой соучастник преступления, и был приговорен к 10 годам тюрьмы, что ещё больше укоренило его пренебрежение к системе правосудия страны.
В тюрьме Диллинджер познакомился с другими преступниками, в частности — со многими грабителями банков, и именно здесь у него сложилось мировоззрение, связанное с плохим отношением к обществу в целом, и он решил заниматься грабежом. Между тем, благодаря ходатайству отца, Диллинджера освободили досрочно.
Уже через несколько месяцев 22 сентября 1933 года Джон вместе с товарищами впервые совершил ограбление банка в штате Огайо. Кроме ограблений банков, также совершались убийства полицейских и нападение на тюрьму, из которой ему удалось освободить нескольких членов своей банды.
В разгар Великой депрессии Диллинджер быстро прослыл в печати как современный Робин Гуд, поскольку он грабил банки, которые ненавидела значительная часть населения и которые обвиняла в эксплуатации в тяжёлые экономические времена; часть народа воспринимала его действия как месть богачам за обиды простых людей. Задержание Диллинджера оказалось чрезвычайно сложной задачей для правоохранительных органов страны, к тому же даже после ареста Диллинджеру удавалось бежать. Самым известным побегом Диллинджера был побег из тюрьмы штата Индиана, откуда он бежал, используя сделанный из дерева муляж револьвера.

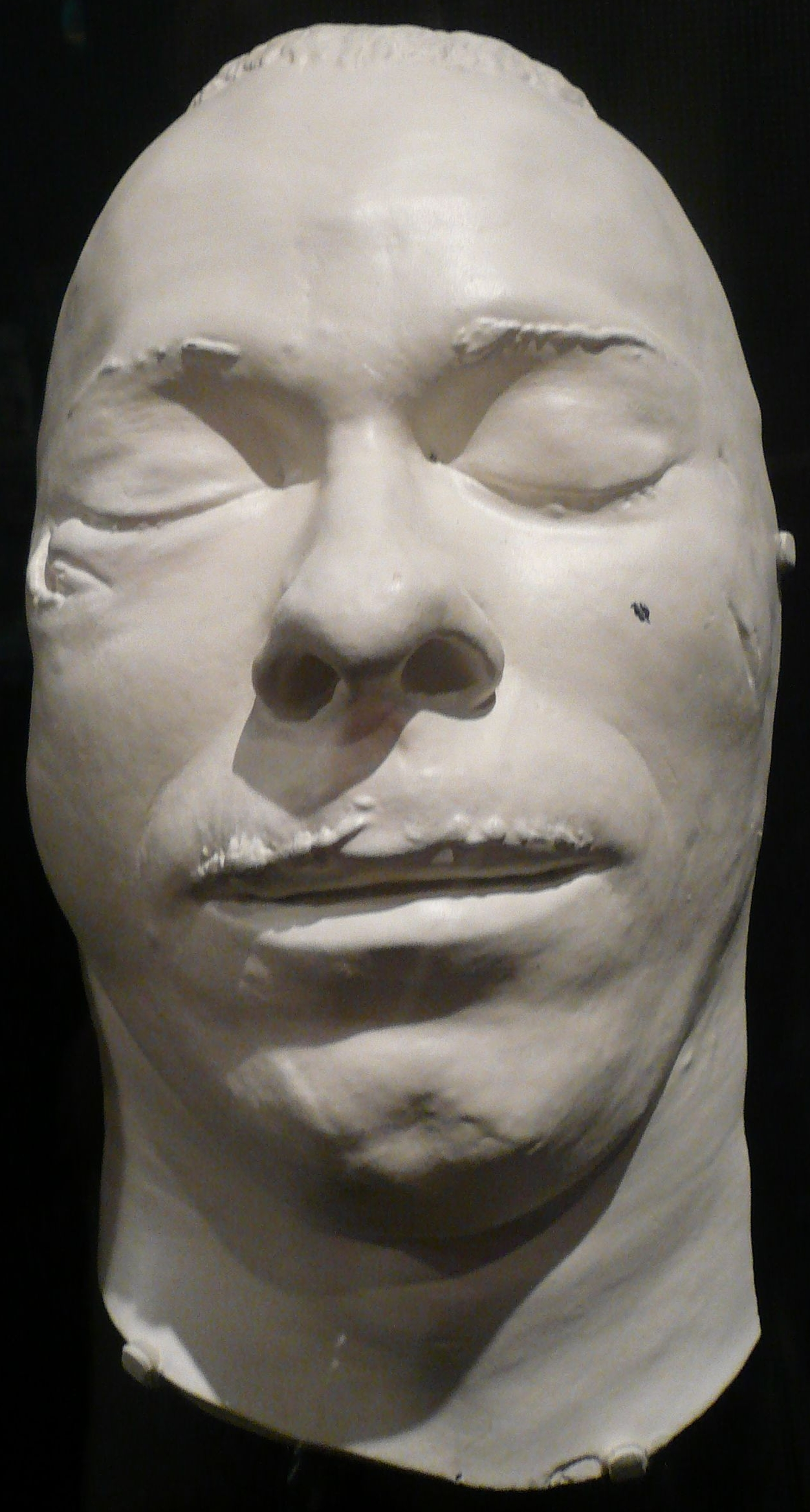
Посмертная маска Джона Диллинджера

Преступления Диллинджера, ограбления банков и особенно убийства полицейских привели к провозглашению его ФБР врагом общества номер один. Также была создана специальная группа, которая занималась поиском Диллинджера, были проведены первые реформы всей службы ФБР. Со временем все члены банды Диллинджера были убиты, а сам он скрывался более года в штатах Флорида, Аризона, Мичиган и Висконсин, пока не был ранен в одной из перестрелок с полицией и не переехал к отцу, чтобы вылечить ранение. Вскоре после этого в июле 1934 года он вернулся в Чикаго, где и был обнаружен полицией — его местоположение выдала проститутка Ана Кумпэнаш (известная как Анна Сейдж — Anna Sage). Вечером 22 июля 1934 года полиция вышла на след грабителя и устроила засаду около кинотеатра, который Диллинджер должен был посетить. По окончании фильма он вышел из кинотеатра «Биограф», где агенты ФБР приказали ему сдаться. Диллинджер выхватил оружие и попытался выстрелить в одного из агентов, но был трижды ранен. Смертельным оказалось пулевое ранение в лицо. Мёртвое тело Джонни Диллинджера пролежало на асфальте ещё час, прежде чем его забрал автомобиль. Полицейским пришлось выстрелами в воздух разгонять толпу зевак, собравшихся вокруг тела знаменитого грабителя.
По другим данным, агенты ФБР открыли огонь на поражение, не предложив Диллинджеру сдаться. Как пишет Б. Барроу в своём документальном исследовании «Враги общества», посвящённом войне с бандитизмом середины 1930-х: «Не было возгласов „Стой!“ или „Стоп!“, никто из агентов не крикнул, что они из ФБР. Всё произошло мгновенно… Винстед… выстрелил три раза подряд из кольта 45-го калибра… Дважды выстрелил Хёрт, один раз — Холлис. В Диллинджера попали четыре пули: две из них только задели его, третья ранила в бок, но четвёртая ударила в основание шеи, перебила позвонок и, пройдя через голову, вышла через правое полушарие».

## Культурный след
Фигура Джона Диллинджера оставалась в центре внимания американской прессы, каждый аспект его биографии тщательно изучался. На протяжении многих лет бушевали слухи и конспирологические теории о том, что в действительности был убит двойник, а сам Диллинджер дожил до преклонного возраста. Эти теории, однако, не нашли подтверждения. Джон Диллинджер был похоронен в родном Индианаполисе; его популярность оставалась столь высокой, что надгробие на кладбище пришлось менять несколько раз, поскольку посетители отбивали куски на сувениры.
История Джона Диллинджера нашла отражение в нескольких кинофильмах, пьесах и романах. Первая экранизация его истории состоялась в 1945 году, одна из последних — в 2009 году, когда главную роль Джона Диллинджера сыграл известный голливудский актёр Джонни Депп. В оригинале фильм называется «Public Enemies» («Враги общества»), но в российском прокате по маркетинговым соображениям фильм получил название «Джонни Д.». Также в одном из фильмов роль Диллинджера исполнил Мартин Шин.
Кроме того, американская рок-группа, одна из первопроходцев жанра математический хардкор, носит название The Dillinger Escape Plan («План побега Диллинджера»).
Начинающему актёру по имени Луис Альберт Хендрик Деннинджер пришлось взять псевдоним (он выбрал Ричард Деннинг), так как продюсерам Paramount Pictures настоящее имя актёра показалось слишком созвучным с Джон Диллинджер.

## Фильмы о Диллинджере
- «Диллинджер» (1945) — режиссёр Макс Носсек (Max Nosseck)
- «en:Молодой Диллинджер» (1965) — режиссёр Терри О. Морс
- «Диллинджер мёртв» (1969) — режиссёр М. Феррери
- «Диллинджер» (1973) — режиссёр Дж. Миллиус
- «The Lady in Red» (1979) — режиссёр Льюис Тиг (Lewis Teague)
- «Диллинджер» (1991) («История Диллинджера») — режиссёр Р. Эйнрайт
- «Диллинджер и Капоне» (1995) — режиссёр Дж. Парди
- «Femeia în roşu» (Женщина в красном) (1997) — режиссёр Mircea Veroiu
- «Джонни Д.» (2009) — режиссёр Майкл Манн

## Автомобили Диллинджера
Джон Диллинджер очень любил автомобили, а именно — автомобили Ford. Гангстер написал благодарственное письмо Генри Форду, где сообщил, что качественные автомобили Ford помогают ему успешно скрываться от полиции. Купе Model A, на котором в 1934 году ездил Диллинджер, было выставлено в 2010 году на торги. Когда гангстер бросил автомобиль, тот был залит кровью его соратников и изрешечён пулями. Машина с тех пор стояла в гараже и переходила из рук в руки. В 2007 году автомобиль отреставрировали для фильма о Диллинджере, а после этого выставили на торги. Автомобиль ушёл с молотка за 165 тыс. долларов.